# 앗살라무 알라이쿰

아랍어 서예체로 쓴 "살라무 알라이쿰"

앗살라무 알라이쿰(아랍어: ٱلسَّلَامُ عَلَيْكُمْ as-salāmu ʿalaykum[*])은 "당신에게 평화가 있기를"라는 뜻으로 아랍어권과 이슬람 세계에서 사용되는 인사말이다. 간단히 "살라암"으로 줄여서 말하기도 하며 같은 무슬림 간에 인사말로 사용되기도 한다.

## 같이 보기
- 아잔